# Пяденица сиреневая
Пяденица сиреневая, или пяденица сиреневая восточная, или бирючиновая пяденица (лат. Naxa seriaria), — вид бабочек из семейства пядениц (Geometridae).
Отличается способностью взлетать с водной поверхности.

## Описание
Размах крыльев до 38 мм. Стройная ширококрылая бабочка с просвечивающими крыльями белой окраски, пересекаемыми рядами тёмных пятен по жилкам. Щупики короткие, не выступающие вперед лба. Хоботок короткий. Усики самцов и самок двоякогребенчатые или пильчатые. На переднем крыле жилки R1 и Sc находятся на общем стебле, R2 отходит от дискоидной ячейки, последовательно анастомозируя с R1 и анастомозируя или соединяясь короткой поперечной жилкой со стеблем R3-4. На задних крыльях R связана с Sc благодаря R1.

## Биология
Вид населяет долинные и горные мезофильные широколиственные и смешанные леса, иногда встречаются в массе. Время лёта: июль — начало августа. Бабочки часто отдыхают, распластав свои крылья по воде, у берегов ручьев и луж, удерживаясь за грунт, выступающие из воды ветви, камни и т. п. при помощи передних ног. При этом крылья не намокают. Потревоженные бабочки сразу же легко взлетают, даже будучи затянутыми под воду. От других бабочек отличается способностью взлетать с водной поверхности. Согласно мнению исследователя энтомологической фауны Дальнего Востока А. И. Куренцова, несмачиваемость их крыльям и телу придают особые жировые выделения, а физик и лепидоптеролог В. С. Мурзин связывает данную способность с вертикальным расположением чешуек на крыльях, удерживающих воздух на их поверхности.
Гусеницы живут группами в редких паутинных гнездах, из которых затем они расползаются в последнем возрасте. Окукливание обычно происходит между рыхло стянутыми шелковыми нитями листьями. Кормовые растения гусениц — амурская сирень (отсюда видовое название), в Японии — бирючина.

## Ареал
На территории России — юг Хабаровского края, Амурская область, Приморье. Ареал также включает Китай, Японию, Корейский полуостров.